# Rakszawa
Rakszawa è un comune rurale polacco del distretto di Łańcut, nel voivodato della Precarpazia.
Ricopre una superficie di 66,37 km² e nel 2004 contava 7 210 abitanti.